# Olidiana lanceolata
Olidiana lanceolata (лат.) — вид прыгающих насекомых рода Olidiana из семейства цикадок (Cicadellidae). Ориентальная область: Индия. Общая окраска рыжевато-бурая. Голова с жёлтыми отметинами. Передние крылья коричневые с жёлтыми пятнами. Задние бёдра, голени и лапки чёрные, щетинки задних голеней коричневые. Длина самцов 9,4 мм; ширина головы через глаза 2,4 мм. Пигофер на латеральном виде треугольный, длиннее своей высоты, без заметного каудодорсального выступа, но с маленькой апикальной лопастью. Эдеагус длинный, узкий, трубчатый с одним субапикальным отростком. Сходны по габитусу с Olidiana tongmaienesis (Zhang 1994), отличаясь деталями строения гениталий. Вид был описан в 2019 году энтомологами C. A. Viraktamath и Naresh M. Meshram (Индия).